# 斉藤正明
斉藤 正明（さいとう まさあき、1947年5月22日 - ）は、日本の実業家。東芝EMI社長、株式会社JVCケンウッド・ビクターエンタテインメント社長を歴任。

## 人物
- 1947年（昭和22年）5月22日、東京都葛飾区柴又で生まれる。柴又帝釈天は家から歩いて10分かからない距離にあり日が暮れるまで外で遊び回る典型的な下町っ子であった。
- 「法律の方へ行きたいな」と思って中央大学法学部に入ったが、2か月位で挫折をしてESSで活動していた。その仲間に音楽好きが結構いた[2]。
- 東芝音楽工業会社に入社し5年間人事課勤務であった。この時同期入社は30名位いてその中で管理部門に行ったのは僅か2、3人だった。
- 47歳で取締役、49歳で社長になったため、昔の仲間たちは驚いた。
- 1997年（平成9年）社長に就任した時、「宇多田ヒカル」をデビューさせるなど1998年（平成10年）の売上ピークを経験。EMI社長退任後、ビクターエンタテインメント株式会社から招聘され代表取締役社長に就任[1]。
- 2016年4月28日 平成28年度の春の叙勲において藍綬褒章を受章した（4月29日付け）[3]。

- 2024年4月29日 令和6年度の春の叙勲において旭日中綬章を受章した（4月29日付け）[4]。

## 略歴
- 1970年（昭和45年）
  - 3月 - 中央大学法学部卒業。
  - 4月 - 東芝EMI株式会社入社。
- 1995年（平成7年）6月 - 取締役洋楽制作本部長。
- 1997年（平成9年）6月 - 代表取締役社長。
- 2000年（平成12年）2月 - イーエムアイ音楽出版株式会社代表取締役社長。
- 2001年（平成13年）4月 - 株式会社ジャパン・ディストリビューションシステム代表取締役会長。
- 2003年（平成15年）3月 - 社団法人日本レコード協会副会長、6月株式会社スペースシャワーネットワーク取締役。
- 2005年（平成17年）1月 - 東芝EMI株式会社代表取締役会長兼CEO。
- 2006年（平成18年）7月 - 株式会社M-site代表取締役社長。
- 2008年（平成20年）10月 - 株式会社Contents League取締役。
- 2009年（平成21年）
  - 1月 - 株式会社CUBE JAPAN代表取締役、5月株式会社Contents League代表取締役社長[5]。
  - 12月 - ビクターエンタテインメント株式会社代表取締役社長、社団法人日本レコード協会理事。
- 2010年（平成22年）1月 - 株式会社レコチョク取締役、5月一般社団法人日本レコード協会副会長。
- 2011年（平成23年）6月 - JVC・ケンウッド・ホールディングス株式会社（現・株式会社JVCケンウッド）業務執行役員ソフトエンタテインメント事業グループCOO、ビクタークリエイティブメディア株式会社取締役、株式会社テイチクエンタテインメント取締役[1]。

- 2013年（平成25年）6月～2017年（平成29年）6月　一般社団法人日本レコード協会第22代会長[6]。

## 受賞歴
- 2016年4月 藍綬褒章
- 2024年4月 旭日中綬章[7][4]